# Grabów Emilin
Grabów Emilin, w latach 1939–1945 Grabów-Emilin – dawna stacja kolejowa i przystanek osobowy w Warszawie. Został otwarty w 1898 roku. Funkcjonował w Piaseczyńskiej Kolei Wąskotorowej na trasie Warszawa Mokotów – Nowe Miasto nad Pilicą.